# Hjemmet
Hjemmet ist ein dänisches Wochenmagazin. Die Zielgruppe dieser Zeitschrift sind Frauen ab 40 (60 % aller Leser sind älter als 44 Jahre). In Hjemmet erscheinen Features, Artikel über Inneneinrichtung und Essen sowie Kreuzworträtsel. Im Jahre 2004 war seine Auflage 228.313. Die Herausgeberin ist Lise Hansen. Eigentümer ist Hjemmet Mortensen AB.
Chefredakteurin war von 1975 bis 1977 Lise Nørgaard, die seit 1968 für das Magazin gearbeitet hatte.